# Finkenwerder Süderelbe
Die Finkenwerder Süderelbe ist ein Naturschutzgebiet in den Hamburger Stadtteilen Finkenwerder im Bezirk Hamburg-Mitte und Neuenfelde und Francop im Bezirk Harburg.
Das Naturschutzgebiet ist rund 100 Hektar groß. Es grenzt direkt an das Naturschutzgebiet Westerweiden. Das Gebiet steht seit dem 17. Juni 1997 unter Naturschutz. Es ist aus dem 1989 ausgewiesenen, 170 Hektar großen Naturschutzgebiet Alte Süderelbe hervorgegangen, das aus verwaltungstechnischen Gründen in die Naturschutzgebiete Finkenwerder Süderelbe und Westerweiden aufgeteilt wurde.
Das Naturschutzgebiet liegt im Westen der Stadt Hamburg im Alten Land südöstlich des Airbus-Werkes Hamburg-Finkenwerder. Es stellt den westlichen Teil der Alten Süderelbe, einen ehemaligen Seitenarm der Elbe, mit ihren Uferbereichen unter Schutz. Die Alte Süderelbe ist vom Tideeinfluss der Elbe abgetrennt. Sie ist in vielen Bereichen nur bis zu einem halben Meter tief. Über ein Pumpwerk der Aue besteht eine Verbindung zum Köhlfleet. Die Öffnung der Alten Süderelbe, die nach der Sturmflut von 1962 von der tidebeeinflussten Elbe abgeschottet wurde, war zunächst vorgesehen, u. a. als Ausgleichsmaßnahme für die Hafenerweiterung in Altenwerder und das Spülfeld in Francop. Die Öffnung der Alten Süderelbe war nach der Erweiterung des Airbus-Geländes und der Verlängerung der Start- und Landebahn des Flugplatzes aber nicht mehr in der ursprünglichen geplanten Form möglich, so dass schließlich darauf verzichtet wurde.
Das Naturschutzgebiet wird vom buchtenreichen Stillgewässer der Alten Süderelbe mit Prielen und Rinnen geprägt. Im Süden des Naturschutzgebietes befinden sich weitere Stillgewässer. Die Uferbereiche werden von Hochstaudenfluren und Röhrichten eingenommen. Stellenweise sind Auwaldreste zu finden. Das Naturschutzgebiet grenzt überwiegend an Grünlandflächen, nach Süden auch an Obstbaumkulturen.
Es bietet einer vielfältigen Tier- und Pflanzenwelt einen Lebensraum. So kommen in den Grünlandbereichen zahlreiche Wiesenvögel vor, für die das Naturschutzgebiet insbesondere zusammen mit dem angrenzenden Naturschutzgebiet Westerweiden von besonderer Bedeutung ist. Die Hochstaudenfluren und Röhrichte sowie die Auwaldreste bieten u. a. Rohrweihe, Knäkente, Pirol und Beutelmeise einen Lebensraum. Auch Eisvogel und Fischadler können hier beobachtet werden, außerdem sind zahlreiche Wasser- und Watvögel wie Säbelschnäbler, diverse Entenarten und Brandgans zu finden. Auch als Rastgebiet hat das Naturschutzgebiet eine große Bedeutung. So finden sich hier im Winter viele Grau- und Nonnengänse ein. Fluss-Greiskraut, die auch als Sumpf-Schmiele bezeichnete Wiebelschmiele und der Schierlingswasserfenchel sind nur einige der im Naturschutzgebiet vorkommenden Pflanzenarten.
Der Landesverband Hamburg des Naturschutzbundes Deutschland, der das Gebiet betreut, unterhält zwei Beobachtungshütten, von denen aus das Naturschutzgebiet einsehbar ist. 